# La Garenne-Colombes
La Garenne-Colombes település Franciaországban, Hauts-de-Seine megyében. Lakosainak száma 29 828 fő (2022. január 1.). La Garenne-Colombes Nanterre, Colombes, Bois-Colombes és Courbevoie községekkel határos.

## Népesség
A település népességének változása:
| Lakosok száma | 28 498 | 29 682 | 29 503 | 29 169 | 29 430 | 29 642 | 29 624 | 29 932 | 29 828 |
|               | 2013   | 2015   | 2016   | 2017   | 2018   | 2019   | 2020   | 2021   | 2022   |